# Henri Larnoe
Henri Larnoe (Anversa, 18 maggio 1897 – Zoersel, 24 febbraio 1978) è stato un calciatore belga, di ruolo attaccante.

## Palmarès

### Club
- Campionato belga: 4

Beerschot: 1921-1922, 1923-1924, 1924-1925, 1925-1926

### Nazionale
- Oro olimpico: 1

Anversa 1920